# Estación Bella Vista
Bella Vista es una estación ferroviaria ubicada en la localidad Homónima, Partido de San Miguel, Provincia de Buenos Aires, Argentina.

## Servicios
La estación corresponde a la Línea San Martín de la empresa estatal Trenes Argentinos, conecta las terminales Retiro, José C. Paz, Pilar y Domingo Cabred.

## Historia
Un 15 de abril de 1891 se habilitaba la Estación de Bella Vista (BAP).. Esta primera estación de Bella Vista constaba de un piso de madera y de ladrillo. La parte cubierta era muy pequeña, no tenía puertas y solo unos pocas personas podían refugiarse allí, además carecía de telégrafo, semáforo y galería sobre el andén el cual era una plataforma de madera donde los boletos se despachaban a la intemperie. En esas condiciones tan precarias, la estación funciono durante varios años, hasta que en 1897 Eugenio Mattaldi hizo construir el desvío hacia  su destilería "La Rural". Finalizada la obra comenzaron los reclamos  por parte de vecinos que años más tarde (1901) lograron que el FC BAP construyera las instalaciones definitivas las cuales  (salvo por la plataforma elevada) se mantienen muy parecidas a las de hoy. 

Cambios de Nombre
En julio de 1945, el gobierno del General Edelmiro Julián Farrell dispuso otorgar el nombre de Tte. Gral. Pablo Riccheri a la estación. 52 años más tarde, en febrero de 1998, volvió a recibir recibir el nombre de Bella Vista. 

Obras
Pequeñas modificaciones tuvo en 130 años, en casi todos los gobiernos de turno hubo mantenimiento y pequeñas modificaciones, Las más importantes fueron a partir del 2009  cuando se le realizó  la colocación de un cerco entre las vías para evitar que los pasajeros crucen por lugares no habilitados.  Luego en 2014 comenzaron las obras de elevaciones de andenes que llevó 6 meses y por último en 2018 se realizó a nuevo toda la parte externa de la estación. El municipio de San Miguel se hizo cargo de terrenos linderos y demolió las construcciones precarias que había, se construyó un estacionamiento con capacidad para 50 vehículos, También se agregaron cuatro darsenas para paradas de colectivos, Luminarias, carteleria, arbolado Etc. 

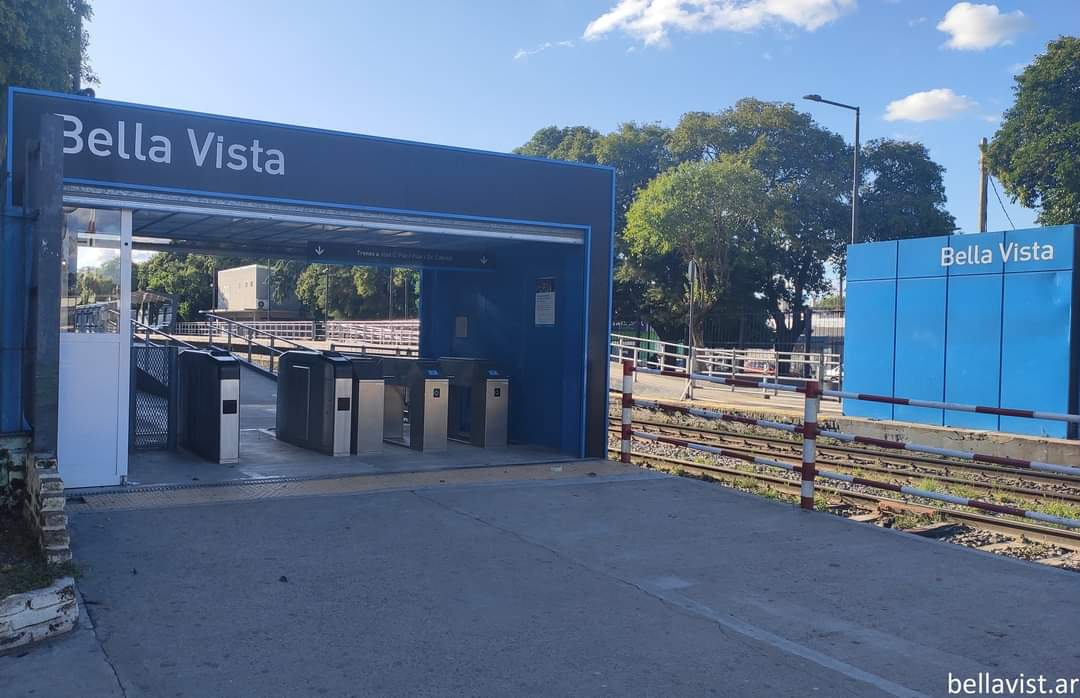

## Imágenes

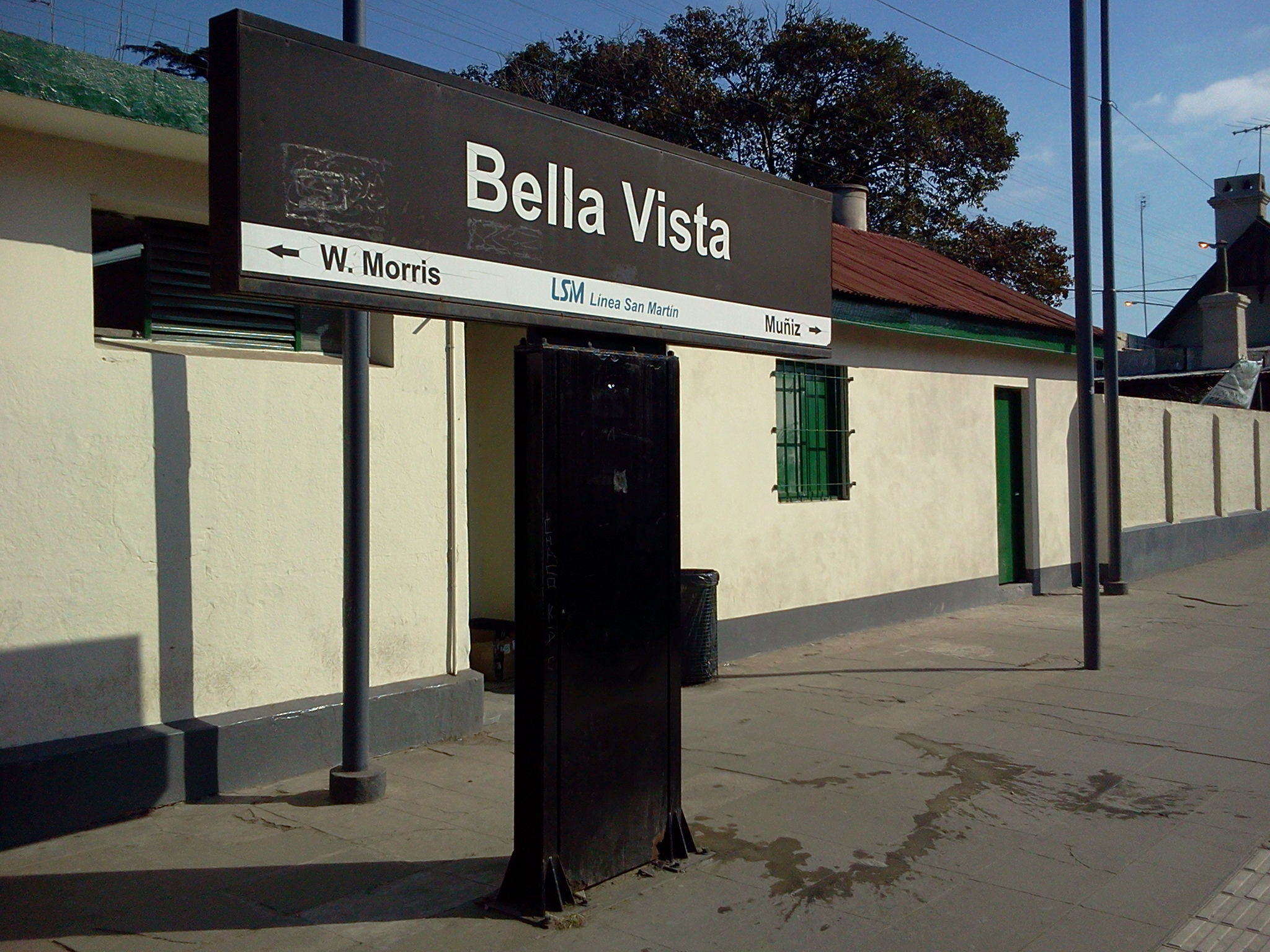
Nomenclador de la estación